# Tobias Wagner (Handballspieler)
Tobias Wagner (* 26. März 1995 in Wien) ist ein österreichischer Handballspieler.

## Vereinskarriere
Der gebürtige Wiener begann das Handballspielen in einer Jugendmannschaft bei den Perchtoldsdorf Devils, ehe er 2011 zum Handballclub Fivers Margareten wechselte. Neben seiner Aktivität im Vereinshandball war er auch in der Handballakademie Bad Vöslau in Ausbildung und konnte in seiner Altersstufe den 3. Platz bei der ISF-Schulmeisterschaft 2012 belegen.
2013 spielte der 1,96 Meter große Kreisläufer das erste Mal sowohl in der Handball Bundesliga Austria als auch in der Handball Liga Austria. In dieser Saison wurde er von der Handball Liga Austria auch gleich als „Newcomer des Jahres“ ausgezeichnet. 2015 sowie 2016 sicherte sich Wagner mit dem Handballclub Fivers Margareten den ÖHB-Cup und 2016 den österreichischen Meistertitel. Zur Saison 2016/17 wechselte er zum deutschen Erstligisten HBW Balingen-Weilstetten. 2017 stieg er mit Balingen in die 2. Bundesliga ab. Zur Saison 2018/19 wechselt Wagner zurück zum Handballclub Fivers Margareten, dafür schlug er unter anderem Angebote des Alpla HC Hard und Bregenz Handball aus. Im März 2021 wurde bekannt, dass Wagner ab der Saison 2021/22 bei Fenix Toulouse Handball unter Vertrag steht. Zur Saison 2023/24 verpflichtete ihn Bregenz Handball. Im Sommer 2024 schloss er sich dem deutschen Bundesligisten HC Erlangen an. Nach einer Saison wechselte er zu Limoges Handball und kehrte damit nach Frankreich zurück.

## Auswahlmannschaften
Tobias Wagner nahm mit dem Jugendnationalteam des Jahrgangs 1994 und jünger zweimal an einer Jugendeuropameisterschaft teil und konnte jeweils den 6. Platz erreichen. Zur Vorbereitung auf die Heim-Jugend-EM 2014 nahm das Team 94, wie es in Österreich genannt wurde, am Spielbetrieb der HLA teil.
Wagner gehört zum Kader der österreichischen Nationalmannschaft, für die er bisher 112 Länderspiele bestritt, in denen er 336 Tore erzielte. Bei der Weltmeisterschaft 2025 warf er 27 Tore in sechs Spielen und belegte mit der Auswahl den 17. Platz.

## Saisonbilanzen

### HLA
| 2013/14   | Fivers WAT Margareten                                           | HLA Meisterliga                                                 | 0-                                                              | 020                                                             | 0/0                                                             | 020                                                             |                                                                 |                                                                 |                                                                 |                                                                 |
| 2014/15   | Fivers WAT Margareten                                           | HLA Meisterliga                                                 | 0-                                                              | 067                                                             | 0/0                                                             | 067                                                             |                                                                 |                                                                 |                                                                 |                                                                 |
| 2015/16   | Fivers WAT Margareten                                           | HLA Meisterliga                                                 | 0-                                                              | 094                                                             | 0/0                                                             | 094                                                             |                                                                 |                                                                 |                                                                 |                                                                 |
| 2018/19   | Fivers WAT Margareten                                           | HLA Meisterliga                                                 | 026                                                             | 077                                                             | 0/0                                                             | 077                                                             |                                                                 |                                                                 |                                                                 |                                                                 |
| 2019/20   | Saison aufgrund der COVID-19-Pandemie in Österreich abgebrochen | Saison aufgrund der COVID-19-Pandemie in Österreich abgebrochen | Saison aufgrund der COVID-19-Pandemie in Österreich abgebrochen | Saison aufgrund der COVID-19-Pandemie in Österreich abgebrochen | Saison aufgrund der COVID-19-Pandemie in Österreich abgebrochen | Saison aufgrund der COVID-19-Pandemie in Österreich abgebrochen | Saison aufgrund der COVID-19-Pandemie in Österreich abgebrochen | Saison aufgrund der COVID-19-Pandemie in Österreich abgebrochen | Saison aufgrund der COVID-19-Pandemie in Österreich abgebrochen | Saison aufgrund der COVID-19-Pandemie in Österreich abgebrochen |
| 2020/21   | Fivers WAT Margareten                                           | HLA Meisterliga                                                 | 029                                                             | 117                                                             | 0/0                                                             | 117                                                             |                                                                 |                                                                 |                                                                 |                                                                 |
| 2023/24   | Bregenz Handball                                                | HLA Meisterliga                                                 | 024                                                             | 126                                                             | 0/0                                                             | 126                                                             |                                                                 |                                                                 |                                                                 |                                                                 |
| 2024/25   | Bregenz Handball                                                | HLA Meisterliga                                                 | 01                                                              | 04                                                              | 0/0                                                             | 04                                                              |                                                                 |                                                                 |                                                                 |                                                                 |
| 2013–2025 | gesamt                                                          | HLA Meisterliga                                                 | 080 1                                                           | 505                                                             | 0/0                                                             | 505                                                             |                                                                 |                                                                 |                                                                 |                                                                 |

### HBA
| Saison    | Verein                         | Spielklasse | Tore | 7-Meter | Feldtore |
| --------- | ------------------------------ | ----------- | ---- | ------- | -------- |
| 2013/14   | Handballclub Fivers Margareten | HBA         | 38   | 0/0     | 38       |
| 2013–2014 | gesamt                         | HBA         | 38   | 0/0     | 38       |

## Erfolge
- 3 × österreichischer Pokalsieger (mit dem Handballclub Fivers Margareten)
- 1 × Österreichischer Meister (mit dem Handballclub Fivers Margareten)
- 1 × HLA „Newcomer des Jahres“ 2013/14